# Doha Diamond League 2022
Die Doha Diamond League 2022 war ein Leichtathletik-Meeting, welches am 13. Mai im Qatar SC Stadium in Doha, der Hauptstadt Katars stattfand und Teil der Diamond League war. Es war dies die 24. Austragung dieser Veranstaltung und stellte 2022 den Auftakt der Diamond League dar.

## Ergebnisse

### Männer

#### 200 m
| Platz | Athlet          | Land | Zeit (s) |
| ----- | --------------- | ---- | -------- |
| 1     | Noah Lyles      | USA  | 19,72    |
| 2     | Fred Kerley     | USA  | 19,75    |
| 3     | Jereem Richards | TTO  | 20,15    |
| 4     | Andre De Grasse | CAN  | 20,15    |
| 5     | Aaron Brown     | CAN  | 20,18    |
| 6     | Jerome Blake    | CAN  | 20,25    |
| 7     | Filippo Tortu   | ITA  | 20,91 SB |
|       | Femi Ogunode    | QAT  | DNF      |

Wind: +2,1 m/s

#### 800 m
| Platz | Athlet                    | Land | Zeit (min) |
| ----- | ------------------------- | ---- | ---------- |
| 1     | Noah Kibet                | KEN  | 1:49,08 SB |
| 2     | Peter Bol                 | AUS  | 1:49,35    |
| 3     | Marco Arop                | CAN  | 1:49,51 SB |
| 4     | Daniel Rowden             | GBR  | 1:49,56 SB |
| 5     | Ferguson Cheruiyot Rotich | KEN  | 1:50,48    |
| 6     | Donavan Brazier           | USA  | 1:50,58    |
| 7     | Abdirahman Saeed Hassan   | QAT  | 1:50,89 SB |
| 8     | Musaeb Abdulrahman Balla  | QAT  | 1:50,92 SB |
|       | Erik Sowinski (Pacemaker) | USA  | DNF        |

#### 1500 m
| Platz                     | Athlet                   | Land | Zeit (min) |
| ------------------------- | ------------------------ | ---- | ---------- |
| 1                         | Abel Kipsang             | KEN  | 3:35,70    |
| 2                         | Timothy Cheruiyot        | KEN  | 3:36,16 SB |
| 3                         | Teddese Lemi             | ETH  | 3:37,06 SB |
| 4                         | Yomif Kejelcha           | ETH  | 3:37,85 SB |
| 5                         | Kamar Etiang             | KEN  | 3:38,74 SB |
| 6                         | Matthew Ramsden          | AUS  | 3:38,83    |
| 7                         | Charles Cheboi Simotwo   | KEN  | 3:39,18 SB |
| 8                         | Samuel Zeleke            | ETH  | 3:42,56 SB |
| 9                         | Adam Ali Mousab          | QAT  | 3:47,36 SB |
| 10                        | Ignacio Fontes           | ESP  | 3:47,80 SB |
| 11                        | Stewart McSweyn          | AUS  | 3:48,67 SB |
|                           | Timothy Sein (Pacemaker) | KEN  | DNF        |
| Erik Sowinski (Pacemaker) | USA                      | DNF  |            |

#### 400 m Hürden
| Platz | Athlet                 | Land | Zeit (s)    |
| ----- | ---------------------- | ---- | ----------- |
| 1     | Alison dos Santos      | BRA  | 47,24 WL MR |
| 2     | Rai Benjamin           | USA  | 47,49 SB    |
| 3     | Thomas Barr            | IRL  | 49,67 SB    |
| 4     | Kyron McMaster         | IVB  | 49,93 SB    |
| 5     | Jaheel Hyde            | JAM  | 50,23 SB    |
| 6     | Yasmani Copello        | TUR  | 50,30 SB    |
| 7     | Jabir Madari Pillyalil | IND  | 50,42       |

#### 3000 m Hindernis
| Platz | Athlet                              | Land | Zeit (min) |
| ----- | ----------------------------------- | ---- | ---------- |
| 1     | Soufiane el-Bakkali                 | MAR  | 8:09,66 WL |
| 2     | Lamecha Girma                       | ETH  | 8:09,67 SB |
| 3     | Abraham Kibiwot                     | KEN  | 8:16,40 SB |
| 4     | Hillary Bor                         | USA  | 8:17,82 SB |
| 5     | Leonard Kipkemoi Bett               | KEN  | 8:21,64 SB |
| 6     | Benjamin Kigen                      | KEN  | 8:23,65 SB |
| 7     | Getnet Wale                         | ETH  | 8:26,68 SB |
| 8     | Lawrence Kemboi Kipsang (Pacemaker) | KEN  | 8:26,70 SB |
| 9     | Ahmed Abdelwahed                    | ITA  | 8:26,89 SB |
| 10    | Daniel Arce                         | ESP  | 8:28,69 SB |
| 11    | Topi Raitanen                       | FIN  | 8:38,75 SB |
| 12    | Yemane Haileselassie                | ERI  | 8:44,35 SB |
| 13    | Ole Hesselbjerg                     | DEN  | 8:46,19 SB |
| 14    | Ben Buckingham                      | AUS  | 9:06,21    |
|       | Abderrafia Bouassel (Pacemaker)     | MAR  | DNF        |

#### Hochsprung
| Platz | Athlet             | Land | Höhe (m) |
| ----- | ------------------ | ---- | -------- |
| 1     | Woo Sang-hyeok     | KOR  | 2,33 WL  |
| 2     | Mutaz Essa Barshim | QAT  | 2,30 SB  |
| 3     | Django Lovett      | CAN  | 2,27 SB  |
| 4     | Hamish Kerr        | NZL  | 2,24     |
| 5     | JuVaughn Harrison  | USA  | 2,20     |
| 5     | Shelby McEwen      | USA  | 2,20     |
| 7     | Gianmarco Tamberi  | BLR  | 2,20     |
|       | Brandon Starc      | AUS  | NMH      |

#### Speerwurf
| Platz | Athlet           | Land | Weite (m)   |
| ----- | ---------------- | ---- | ----------- |
| 1     | Anderson Peters  | GRN  | 93,07 WL AR |
| 2     | Jakub Vadlejch   | CZE  | 90,88 PB    |
| 3     | Julian Weber     | GER  | 86,09 SB    |
| 4     | Leandro Ramos    | POR  | 84,78 NR    |
| 5     | Andrian Mardare  | MDA  | 84,77 SB    |
| 6     | Vítězslav Veselý | CZE  | 76,92 SB    |
| 7     | Thomas Röhler    | GER  | 72,51 SB    |
| 8     | Kim Amb          | SWE  | 65,70 SB    |

### Frauen

#### 200 m
| Platz | Athletin            | Land | Zeit (s)     |
| ----- | ------------------- | ---- | ------------ |
| 1     | Gabrielle Thomas    | USA  | 21,98 =MR SB |
| 2     | Shericka Jackson    | JAM  | 22,07 SB     |
| 3     | Dina Asher-Smith    | GBR  | 22,37 SB     |
| 4     | Tamara Clark        | USA  | 22,72        |
| 5     | Anthonique Strachan | BAH  | 22,78        |
| 6     | Beth Dobbin         | GBR  | 23,06 SB     |
| 7     | Dezerea Bryant      | USA  | 23,12        |
| 8     | Shannon Ray         | USA  | 23,15        |

Wind: +1,3 m/s

#### 400 m
| Platz | Athletin                | Land | Zeit (s) |
| ----- | ----------------------- | ---- | -------- |
| 1     | Marileidy Paulino       | DOM  | 51,20 SB |
| 2     | Stephenie Ann McPherson | JAM  | 51,69 SB |
| 3     | Shaunae Miller-Uibo     | BAH  | 51,84    |
| 4     | Sada Williams           | BAR  | 52,09    |
| 5     | Candice McLeod          | JAM  | 52,37    |
| 6     | Natalia Kaczmarek       | POL  | 52,54 SB |
| 7     | Kendall Ellis           | USA  | 52,58    |
| 8     | Lynna Irby              | USA  | 52,86 SB |

#### 3000 m
| Platz | Athletin                    | Land | Zeit (min) |
| ----- | --------------------------- | ---- | ---------- |
| 1     | Francine Niyonsaba          | BDI  | 8:37,70 WL |
| 2     | Faith Kipyegon              | KEN  | 8:38,05 SB |
| 3     | Jessica Hull                | AUS  | 8:40,97 SB |
| 4     | Yasemin Can                 | TUR  | 8:41,38 SB |
| 5     | Girmawit Gebrzihair         | ETH  | 8:41,88 PB |
| 6     | Edinah Jebitok              | KEN  | 8:42,34 SB |
| 7     | Fantaye Belayneh            | ETH  | 8:43,82 SB |
| 8     | Fantu Worku                 | ETH  | 8:44,10 SB |
| 9     | Mekides Abebe               | ETH  | 8:45,38 SB |
| 10    | Melknat Wudu                | ETH  | 8:45,76 PB |
| 11    | Nadia Battocletti           | ITA  | 8:50,66 PB |
| 12    | Beatrice Chepkoech          | KEN  | 8:50,74 SB |
| 13    | Winnie Nanyondo             | UGA  | 8:52,30 PB |
| 14    | Caroline Chepkoech Kipkirui | KAZ  | 8:54,69 SB |
| 15    | Bertukan Welde              | ETH  | 8:59,10 PB |
| 16    | Beatrice Chebet             | KEN  | 9:00,62 SB |

#### 100 m Hürden
| Platz | Athletin            | Land | Zeit (s) |
| ----- | ------------------- | ---- | -------- |
| 1     | Kendra Harrison     | USA  | 12,43    |
| 2     | Tobi Amusan         | NGR  | 12,44    |
| 3     | Britany Anderson    | JAM  | 12,44    |
| 4     | Devynne Charlton    | BAH  | 12,61    |
| 5     | Cyréna Samba-Mayela | FRA  | 12,72    |
| 6     | Gabriele Cunningham | USA  | 12,75    |
| 7     | Payton Chadwick     | USA  | 12,86    |
| 8     | Megan Tapper        | JAM  | 12,92    |

Wind: +3,8 m/s

#### Dreisprung
| Platz | Athletin                | Land | Weite (m) |
| ----- | ----------------------- | ---- | --------- |
| 1     | Shanieka Ricketts       | JAM  | 14,82 w   |
| 2     | Maryna Bech-Romantschuk | UKR  | 14,73 w   |
| 3     | Thea LaFond             | DMA  | 14,46 w   |
| 4     | Ana José Tima           | DOM  | 14,44 w   |
| 5     | Neja Filipič            | SVN  | 14,43 w   |
| 6     | Patrícia Mamona         | POR  | 14,40 w   |
| 7     | Kimberly Williams       | JAM  | 14,28 w   |
| 8     | Naomi Metzger           | GBR  | 14,24 w   |
| 9     | Paola Borović           | CRO  | 13,64 w   |

#### Kugelstoßen
| Platz | Athletin            | Land | Weite (m) |
| ----- | ------------------- | ---- | --------- |
| 1     | Chase Ealey         | USA  | 19,51 SB  |
| 2     | Magdalyn Ewen       | USA  | 19,32 SB  |
| 3     | Jessica Ramsey      | USA  | 18,99     |
| 4     | Fanny Roos          | SWE  | 18,85     |
| 5     | Danniel Thomas-Dodd | JAM  | 18,72     |
| 6     | Raven Saunders      | USA  | 18,71 SB  |
| 7     | Sara Gambetta       | GER  | 18,40 SB  |
| 8     | Jessica Schilder    | NED  | 18,28     |